# Torre Ferrana (Bescanó)
La Torre Ferrana és una obra amb elements gòtics de Bescanó (Gironès) protegida com a Bé Cultural d'Interès Local.

## Descripció
Es tracta d'una masia de planta quadrada, d'uns 18 metres de costat, organitzada entorn un pati central també originalment quadrat, aproximadament de 5,5 metres de costat, avui modificat per diversos coberts. Presenta una coberta a dues vessant, amb el carener disposat a plom de la façana oriental del pati central, per tant, descentrat. Disposa de planta baixa i pis a excepció del sota carener, on hi ha golfes.
L'aparell és de maçoneria amb cadenat de carreus de pedra als angles.
Destaca a la façana principal, a llevant, amb una porta de llinda plana, que molt probablement substituí una porta adovellada anterior, com es desprèn de les empremtes en l'arrebossat de la façana. A la mateixa façana, centrada, hi ha un gran finestral gòtic, espitllerat, amb arc conopial lobulat i amb guardapols, una finestra també gòtica de permòdols i una de llinda recta. A l'oest de la finestra central hi ha una finestra anterior tapiada, de doble arquet, sense mainell, possiblement de transició entre el romànic i el gòtic. A la façana de tramuntana també hi ha una finestra gòtica i dues de llinda plana, i a la façana de ponent tan sols una finestra de llinda, i al sud la façana presenta la majoria d'obertures d'època contemporània, d'obra de maons, a excepció d'una de llindes. Totes les façanes presenten espitlleres, totes elles de pal.
El conjunt pren encara més solidesa per l'existència en l'angle entre les façanes est i sud d'un imponent talús escarpat, d'obra de pedra, amb cadenat cantoner, que possiblement actua com a contrafort atès el desnivell del terreny en aquesta zona. L'edificació conserva probablement gran part del seu aspecte original, possiblement datada com a mínim al segle xiii, a jutjar per la finestra geminada, quan disposaria de la major part de façanes cegues i defensades per espitlleres.